# Guillén (Becerreá)
Guillén és una parròquia consagrada a Sant Pere pertanyent al municipi de Becerreá, província de Lugo.
Segons el padró municipal de 2004 la parròquia de Guillén tenia 42 habitants (19 homes i 23 dones), distribuïts en 2 entitats de població (o lugares), el que pressuposà una disminució en relació al padró de l'any 1999 quan hi havia 45 habitants. Segons l'IGE, el 2014 la seva població va caure fins a les 33 persones (13 homes i 20 dones).

## Llocs
- Fonte do Lobo
- Guillén